# Drums Off Chaos
Drums Off Chaos sind ein Perkussionsensemble, das eine groovende Improvisationsmusik darbietet. Das Ensemble wurde Anfang der 1980er Jahre in Köln von  Jaki Liebezeit als lose Zusammenkunft von Trommlern initiiert. Später verkleinerte sich die Gruppe und bestand ab 2000 aus Jaki Liebezeit, Reiner Linke, Maf Retter und Manos Tsangaris.

## Geschichte
Die Band entstand als Teil der Stollwerck-Szene. Seit ihrer Gründung vor fast 35 Jahren spielt das Ensemble hauptsächlich in gemeinsamen Sessions; die erste Quartett-Besetzung der Gruppe bestand aus Jaki Liebezeit, Reiner Linke, Manos Tsangaris und Frank Köllges. Nach Köllges‘ Ausscheiden 1995 nahm Gero Sprafke dessen Platz ein, den 2000 wiederum Maf Retter übernahm. Teilweise erweitert sich das Ensemble seit 2006 mit Olek Gelba zum Perkussions-Quintett.
1986 spielte das Ensemble die Musik zum ersten Trailer des Kölner Filmhauses, den Josef Stöhr realisierte. „In dem Animationsfilm blinken die Kölner Straßen, bringen aggressive Pressluftmännlein Kirchen und Kapellen ins Schwingen, passend dazu das Drumming von Drums Off Chaos.“ Es eröffnete 1998 das Festival Romanischer Sommer in Köln und trat auch auf dem Festival Mercat de Música im spanischen Vic, auf dem Kilkenny Arts Festival sowie unter anderem in der Kölner Philharmonie und der Philharmonie Luxembourg auf. Drums Off Chaos haben auch Konzerte mit Maria de Alvear, mit Thomas Kessler und in den letzten Jahren mit Jens-Uwe Beyer und Dominik von Senger gegeben.

## Diskographische Hinweise
- Verschiedene Stollwerck Sampler (Fünfundvierzig 1984/85; nur ein Stück aus dem Jahr 1984)
- Maria de Alvear & Drums Off Chaos Baum (World Edition, 2000)
- Verschiedene Maschinenhalle 2001 (Fünfundvierzig 2001, nur ein Stück)
- Drums Off Chaos & Jens-Uwe Beyer (Magazine 2011)[6]
- Machinefabriek Drum Mix (nur ein Stück mit Jens-Uwe Beyer als Remix)
- Compass (Vinyl-EP, Nonplace, 2017)[7]